# Eubach
Eubach ist ein Ortsteil der Gemeinde Morschen im nordhessischen Schwalm-Eder-Kreis.

## Geographie
Eubach liegt im Osten des Kreisgebietes im Westen des Stölzinger Gebirges und ist von Buchenmischwald umgeben. Durch den Ort führt die Landesstraße 3225. Durch Eubach und durch das Eubachtal fließt der gleichnamige, vom Schönewaldbach gespeiste Bach.
Der Ort ist auf einem nur wenige hundert Meter breiten Kalksteinsediment erbaut, erkennbar am Kirchberg und den Erhöhungen im Talverlauf. Die am Hang bewirtschafteten Felder liegen auf Buntsandstein.
Etwa 1,3 km östlich oberhalb des Ortes liegt die Wüstung Schönewald, etwa 800 m südlich die Wüstung Rangenrode.

## Geschichte
Ortsgeschichte
Die älteste bekannte schriftliche Erwähnung von Eubach erfolgte im Jahr 1281 unter dem Namen Vbach in einer Urkunde der Deutschordensballei Hessen.
Weitere Erwähnungen erfolgten unter den Ortsnamen (in Klammern das Jahr der Erwähnung): Ubeche (1291), Ybach  (1540) und Eübach  in einer Landesaufnahme von 1708.
Bis zum Jahr 1350 gehörte Eubach zum Gericht Morschen, welches den Herren von Treffurt zustand. Diese verkauften das Gericht in diesem Jahr an den hessischen Landgrafen, wodurch Eubach zum Amt Spangenberg kam. Im Salbuch von 1540 ist Eubach zum Gericht Mörshausen gehörig erwähnt.
Hessische Gebietsreform (1970–1977)
Zum 1. Juli 1971 wurde die bis dahin Selbständige Gemeinde Eubach im Zuge der Gebietsreform in Hessen auf freiwilliger Basis in die Gemeinde Altmorschen eingegliedert. Die Gemeinde Morschen wurde im am 1. Januar 1974 kraft Landesgesetz durch den Zusammenschluss der bis dahin eigenständigen Gemeinden Altmorschen, Heina, Konnefeld und Neumorschen gebildet.
Altmorschen wurde Sitz der Gemeindeverwaltung. Gleichzeitig mit dem Zusammenschluss zur Gemeinde Morschen wechselte diese in den neu gebildeten Schwalm-Eder-Kreis.
Für alle ehemaligen Gemeinden von Morschen wurden Ortsbezirke mit Ortsbeirat und Ortsvorsteher nach der Hessischen Gemeindeordnung gebildet.

## Bevölkerung
Einwohnerstruktur 2011
Nach den Erhebungen des Zensus 2011 lebten am Stichtag dem 9. Mai 2011 in Eubach 165 Einwohner. Darunter waren keine Ausländer.
Nach dem Lebensalter waren 30 Einwohner unter 18 Jahren, 63 zwischen 18 und 49, 33 zwischen 36 und 64 und 42 Einwohner waren älter. Die Einwohner lebten in 75 Haushalten. Davon waren 27 Singlehaushalte, 21 Paare ohne Kinder und 21 Paare mit Kindern, sowie 6 Alleinerziehende und keine Wohngemeinschaften. In 21 Haushalten lebten ausschließlich Senioren und in 45 Haushaltungen lebten keine Senioren.
Einwohnerentwicklung
| • 1585: | 12 Haushaltungen |
| • 1747: | 27 Haushaltungen |

| Eubach: Einwohnerzahlen von 1834 bis 2014 | Eubach: Einwohnerzahlen von 1834 bis 2014 | Eubach: Einwohnerzahlen von 1834 bis 2014 | Eubach: Einwohnerzahlen von 1834 bis 2014 | Eubach: Einwohnerzahlen von 1834 bis 2014 |
| --- | ----------------------------------------- | ----------------------------------------- | ----------------------------------------- | ----------------------------------------- |
| Jahr |                                           |                                           |                                           | Einwohner                                 |
| 1834 | 1834                                      |                                           | 295                                       | 295                                       |
| 1840 | 1840                                      |                                           | 313                                       | 313                                       |
| 1846 | 1846                                      |                                           | 281                                       | 281                                       |
| 1852 | 1852                                      |                                           | 275                                       | 275                                       |
| 1858 | 1858                                      |                                           | 230                                       | 230                                       |
| 1864 | 1864                                      |                                           | 244                                       | 244                                       |
| 1871 | 1871                                      |                                           | 242                                       | 242                                       |
| 1875 | 1875                                      |                                           | 270                                       | 270                                       |
| 1885 | 1885                                      |                                           | 235                                       | 235                                       |
| 1895 | 1895                                      |                                           | 224                                       | 224                                       |
| 1905 | 1905                                      |                                           | 198                                       | 198                                       |
| 1910 | 1910                                      |                                           | 197                                       | 197                                       |
| 1925 | 1925                                      |                                           | 180                                       | 180                                       |
| 1939 | 1939                                      |                                           | 186                                       | 186                                       |
| 1946 | 1946                                      |                                           | 321                                       | 321                                       |
| 1950 | 1950                                      |                                           | 305                                       | 305                                       |
| 1956 | 1956                                      |                                           | 232                                       | 232                                       |
| 1961 | 1961                                      |                                           | 211                                       | 211                                       |
| 1967 | 1967                                      |                                           | 219                                       | 219                                       |
| 1980 | 1980                                      |                                           | ?                                         | ?                                         |
| 1990 | 1990                                      |                                           | ?                                         | ?                                         |
| 2000 | 2000                                      |                                           | ?                                         | ?                                         |
| 2011 | 2011                                      |                                           | 165                                       | 165                                       |
| 2014 | 2014                                      |                                           | 161                                       | 161                                       |
| Datenquelle: Historisches Gemeindeverzeichnis für Hessen: Die Bevölkerung der Gemeinden 1834 bis 1967. Wiesbaden: Hessisches Statistisches Landesamt, 1968. Weitere Quellen: Gemeinde Morschen: Zensus 2011 |                                           |                                           |                                           |                                           |

 Historische Religionszugehörigkeit
| • 1885: | 234 evangelische (= 99,57 %), ein katholischer (= 0,43 %) Einwohner |
| • 1961: | 202 evangelische (= 95,73 %), 9 katholische (= 4,27 %) Einwohner    |

## Politik
Für Eubach besteht ein Ortsbezirk (Gebiete der ehemaligen Gemeinde Eubach) mit Ortsbeirat und Ortsvorsteher nach der Hessischen Gemeindeordnung.
Der Ortsbeirat besteht aus fünf Mitgliedern. Bei den Kommunalwahlen in Hessen 2021 betrug die Wahlbeteiligung zum Ortsbeirat 48,15 %. Alle Kandidaten gehörten der „Gemeinschaftsliste Eubach“ an. Der Ortsbeirat wählte Karl Schatz zum Ortsvorsteher.

## Sehenswürdigkeiten
- Das Erscheinungsbild Eubachs wird durch seine auf einer Anhöhe gelegenen Dorfkirche geprägt.
- In der Nähe von Eubach finden sich Überreste der ehemaligen Kirche der Wüstung Schönewald.

## Vereine
- Evangelische Frauenhilfe Eubach
- Freiwillige Feuerwehr Eubach
- Kegelclub „Pudelfreunde Eubach“
- Dorfgemeinschaft Eubach

## Tourismus
In der Mitte des Dorfes, direkt unterhalb der Kirche, liegt der „Ferienhof Groh“. Teile des Gebäudes sind über zweihundert Jahre alt.

## Persönlichkeiten
- Hans Groh (* 13. September 1809 in Eubach; † 15. Oktober 1874 in Eubach), Ortsbürgermeister und Mitglied der Zweiten Kammer der Kurhessischen Ständeversammlung